# Штефен Хаман
Штефен Хаман (Рателсдорф, 14. јун 1981) је бивши немачки кошаркаш. Играо је на позицији плејмејкера.

## Биографија
Наступао је за репрезентацију Немачке на Светским првенствима 2006. и 2010, на Европским првенствима 2003, 2007, 2009. и 2011, као и на Олимпијским играма 2008. године.

## Успеси

### Клупски
- Брозе Баскетс Бамберг:
  - Првенство Немачке (2): 2004/05, 2006/07.

- АЛБА Берлин:
  - Куп Немачке (1): 2009.

- Бајерн Минхен:
  - Првенство Немачке (1): 2013/14.

### Појединачни
- Учесник Ол-стар утакмице Првенства Немачке (4): 2003, 2004, 2006, 2008.